# Guldager Sogn
Guldager Sogn er et sogn i Skads Provsti (Ribe Stift).
I sognet er et af Sydvestjyllands ældste gravmonumenter udgravet.
Der er tale om rester af en mindre høj der dateres til yngre stenalder.
I 1800-tallet var Guldager Sogn et selvstændigt pastorat. Det hørte til Skast Herred i Ribe Amt og dannede i 1842 Guldager sognekommune. Dens grænse til Esbjerg købstad blev ændret i 1909 og 1916 af hensyn til havneudvidelser. Ved kommunalreformen i 1970 blev Guldager helt indlemmet i Esbjerg Kommune.
I 1978 blev Sædden Kirke opført og Sædden Sogn blev udskilt fra Guldager Sogn. Hjerting Kirke blev opført i 1992. Hjerting Sogn var udskilt fra Guldager Sogn i 1988.
I Guldager Sogn ligger Guldager Kirke.
I sognet findes følgende autoriserede stednavne:
- Bovbjerg (bebyggelse, ejerlav)
- Frøkær (bebyggelse)
- Guldager (bebyggelse, ejerlav)
- Guldager Mølledam (vandareal)
- Guldager Plantage (areal)
- Hostrup Bæk (vandareal)
- Jegsmark (bebyggelse, ejerlav)
- Ravnsbjerg (bebyggelse, ejerlav)
- Sønderris (bebyggelse, ejerlav)
- Sønderris Bæk (vandareal)